# Richard Wilding
Richard Wilding OBE (ur. 8 maja 1965 w Sheffield) – brytyjski naukowiec i biznesmen specjalizujący się w logistyce, transporcie i zarządzaniu łańcuchem dostaw.
Jest prezesem Rady Powierniczej Chartered Institute of Logistics and Transport, UK, międzynarodowej organizacji zrzeszającej profesjonalistów z branży TSL (transport-spedycja-logistyka). Jest również profesorem katedry Supply Chain Strategy na Cranfield University. Wykłada także w Międzynarodowej Wyższej Szkole Logistyki i Transportu we Wrocławiu.

## Młodość i edukacja
Jest synem Christine i Malcolma Wildingów. Edukację odebrał w Princethorpe College, Warwickshire. Jego ojciec, z wykształcenia fizyk, pracował na University of Sheffield. W wywiadzie dla The Star Newspaper Wilding powiedział, że uczył się chodzić na korytarzu wydziału fizyki.
Wilding studiował Materiałoznawstwo i Technologię na University of Sheffield. Ukończył swój doktorat "Generowanie niepewności w łańcuchach dostaw" w 1998 roku podczas pracy na University of Warwick.

## Kariera zawodowa
Po ukończeniu studiów przez kilka lat pracował w branży, po czym "przypadkowo wylądował w środowisku akademickim", przystępując w 1991 r. do Warwick Manufacturing Group. W 1998 roku przeniósł się do Cranfield University, gdzie w 2006 r. został mianowany profesorem i kierownikiem katedry Supply Chain Risk Management. Obecnie jest kierownikiem katedry Supply Chain Strategy, a także członkiem zarządu CILT (UK).
Współpracował z BBC News przy tworzeniu i omawianiu artykułów związanych z zarządzaniem łańcuchem dostaw. Publikował również artykuły w Financial Times.
Jego pasją jest "praca na rzecz zwiększania dochodów klientów i redukcji kosztów w branży".

## Nagrody i odznaczenia
Został w 2013 roku Oficerem Najwspanialszego Orderu Imperium Brytyjskiego (OBE) za zasługi dla biznesu. Również w 2013 r. został odznaczony Srebrnym Medalem Wicehrabiego Nuffield za Osiągnięcia w dziedzinie Projektowania i Wydajności Produkcji. W 2010 roku został laureatem nagrody European Supply Chain Excellence.
Od 2015 roku znajduje się na liście 100 najbardziej wpływowych osób w brytyjskim przemyśle logistycznym magazynu SHD Logistics. Od 2014 roku jest najbardziej wpływową osobą związaną z łańcuchem dostaw na Twitterze.
Jest ceniony za swój wkład w rozwój logistyki i znany z nowatorskiego podejścia do nauczania. Publikuje multimedialne materiały edukacyjne, w tym podkasty i MOOC na swoim kanale YouTube.

## Życie prywatne
Mieszka niedaleko Rugby, Warwickshire. Jest wiceprotektorem centrum opieki i edukacji osób niepełnosprawnych umysłowo Beds Garden Carers. Pełnił funkcję jurora podczas corocznej gali Women in Logistics Awards.